# 277-я стрелковая дивизия (2-го формирования)
277-я стрелковая Рославльская Краснознамённая орденов Суворова и Кутузова дивизия — воинское соединение Вооружённых Сил СССР в Великой Отечественной войне.
Периоды вхождения в состав Действующей армии:
- 10 апреля 1942 года по 20 июля 1942 года;
- 11 октября 1942 года по 21 апреля 1945 года;
- 9 августа 1945 года по 3 сентября 1945 года[1].

## История
277-я стрелковая дивизия (2-го формирования) сформированна весной 1942 года в Сталинградский военном округе (г. Фролово) из частей 468-й стрелковой дивизии, не входившей действующую армию, в составе 850-го, 852-го, 854-го стрелковых полков и 846-го артиллерийского полка.
С 15 по 20 февраля 1942 года перебрасывается из Фролова в Воронеж. В марте 1942 года прибыла на фронт и вошла в состав 28-й РезА под командованием генерала Рябышева. С 1 по 4 апреля 1942 года передислоцирована в г. Ворошиловград.
С 12 по 27 мая 1942 года, в период Харьковской операции, дивизия находится в резерве Юго-Западного фронта.

## Состав
- 850-й стрелковый полк,
- 852-й стрелковый полк,
- 854-й стрелковый полк,
- 846-й артиллерийский полк,
- 501-й отдельный самоходно-артиллерийский дивизион (с 9 августа 1945 г.),
- 347-й отдельный истребительно-противотанковый дивизион,
- 366-я отдельная разведывательная рота,
- 562-й отдельный сапёрный батальон,
- 717-й отдельный батальон связи (742-й отдельный батальон связи, 398-я отдельная рота связи),
- 310-й медико-санитарный батальон,
- 375-я отдельная рота химической защиты,
- 737-я автотранспортная рота,
- 171-я полевая хлебопекарня,
- 936-я дивизионный ветеринарный лазарет,
- 1687-я полевая почтовая станция,
- 1113-я полевая касса Госбанка

.
Перечень № 5 Стрелковых, горнострелковых, мотострелковых и моторизованных дивизий, входивших в состав действующей армии в годы Великой Отечественной войны 1941—1945 гг. / А. П. Покровский. — М.: Министерство обороны, 1956. — 218 с.

## Подчинение
| Дата            | Фронт (округ)                | Армия      | Корпус                 | Примечания              |
| --------------- | ---------------------------- | ---------- | ---------------------- | ----------------------- |
| 01.01.1942 года | Сталинградский военный округ |            |                        | формирование г. Фролово |
| 01.02.1942 года | Сталинградский военный округ |            |                        | формирование г. Фролово |
| 01.03.1942 года | Сталинградский военный округ |            |                        | формирование г. Фролово |
| 01.04.1942 года | Резерв Ставки ВГК            | 28-я армия |                        |                         |
| 01.05.1942 года | Юго-Западный фронт           | 38-я армия |                        |                         |
| 01.06.1942 года | Юго-Западный фронт           | 38-я армия |                        |                         |
| 01.07.1942 года | Юго-Западный фронт           | 38-я армия |                        |                         |
| 01.08.1942 года | Сталинградский фронт         | 21-я армия |                        |                         |
| 01.09.1942 года | Резерв Ставки ВГК            | 10-я армия |                        |                         |
| 01.10.1942 года | Резерв Ставки ВГК            | 10-я армия |                        |                         |
| 01.11.1942 года | Юго-Западный фронт           | 21-я армия |                        |                         |
| 01.12.1942 года | Донской фронт                | 21-я армия |                        |                         |
| 01.01.1943 года | Донской фронт                | 21-я армия |                        |                         |
| 01.02.1943 года | Резерв Ставки ВГК            |            |                        |                         |
| 01.03.1943 года | Западный фронт               |            |                        |                         |
| 01.04.1943 года | Западный фронт               | 50-я армия |                        |                         |
| 01.05.1943 года | Западный фронт               | 49-я армия |                        |                         |
| 01.06.1943 года | Западный фронт               | 49-я армия |                        |                         |
| 01.07.1943 года | Западный фронт               | 49-я армия |                        |                         |
| 01.08.1943 года | Западный фронт               | 33-я армия |                        |                         |
| 01.09.1943 года | Западный фронт               | 49-я армия |                        |                         |
| 01.10.1943 года | Западный фронт               | 49-я армия |                        |                         |
| 01.11.1943 года | Западный фронт               | 49-я армия |                        |                         |
| 01.12.1943 года | Западный фронт               | 33-я армия |                        |                         |
| 01.01.1944 года | Западный фронт               | 5-я армия  | 72-й стрелковый корпус |                         |
| 01.02.1944 года | Западный фронт               | 5-я армия  | 72-й стрелковый корпус |                         |
| 01.03.1944 года | Западный фронт               | 5-я армия  | 72-й стрелковый корпус |                         |
| 01.04.1944 года | Западный фронт               | 5-я армия  | 72-й стрелковый корпус |                         |
| 01.05.1944 года | 3-й Белорусский фронт        | 5-я армия  | 72-й стрелковый корпус |                         |
| 01.06.1944 года | 3-й Белорусский фронт        | 5-я армия  | 72-й стрелковый корпус |                         |
| 01.07.1944 года | 3-й Белорусский фронт        | 5-я армия  | 72-й стрелковый корпус |                         |
| 01.08.1944 года | 3-й Белорусский фронт        | 5-я армия  | 72-й стрелковый корпус |                         |
| 01.09.1944 года | 3-й Белорусский фронт        | 5-я армия  | 72-й стрелковый корпус |                         |
| 01.10.1944 года | 3-й Белорусский фронт        | 5-я армия  | 72-й стрелковый корпус |                         |
| 01.11.1944 года | 3-й Белорусский фронт        | 5-я армия  | 72-й стрелковый корпус |                         |
| 01.12.1944 года | 3-й Белорусский фронт        | 5-я армия  | 72-й стрелковый корпус |                         |
| 01.01.1945 года | 3-й Белорусский фронт        | 5-я армия  | 72-й стрелковый корпус |                         |
| 01.02.1945 года | 3-й Белорусский фронт        | 5-я армия  | 72-й стрелковый корпус |                         |
| 01.03.1945 года | 3-й Белорусский фронт        | 5-я армия  | 72-й стрелковый корпус |                         |
| 01.04.1945 года | 3-й Белорусский фронт        | 5-я армия  | 72-й стрелковый корпус |                         |
| 01.05.1945 года | Резерв Ставки ВГК            | 5-я армия  | 72-й стрелковый корпус |                         |
| 01.06.1945 года | Приморская группа войск      | 5-я армия  | 72-й стрелковый корпус |                         |
| 01.07.1945 года | Приморская группа войск      | 5-я армия  | 72-й стрелковый корпус |                         |
| 01.08.1945 года | Приморская группа войск      | 5-я армия  | 72-й стрелковый корпус |                         |
| 01.09.1945 года | 1-й Дальневосточный фронт    | 5-я армия  | 72-й стрелковый корпус |                         |

## Командование

### Командиры
- Чернов Виктор Георгиевич (с 16.04.1942 по 08.12.1942), полковник;
- Хохлов, Василий Данилович (с 08.12.1942 по 10.01.1943);
- Гузенко, Сергей Степанович (с 01.01.1943 по 30.06.1943), полковник;
- Гладышев, Степан Трофимович (с 01.06.1943 по ??.02.1946)[3].
- Красновский, Серафим Андрианович (ноябрь 1946 — ноябрь 1953), генерал-майор;

### Заместители командира
- Гордиенко, Арсений Игнатьевич (с ??.11.1946 по ??.08.1947), полковник;
- Елин, Григорий Ефимович (с ??.12.1951 по 17.07.1953), гвардии полковник;

### Начальники штаба
- Катюшин, Василий Александрович (с 06.12.1942 по 19.01.1943), полковник;

## Награды и наименования
| Награда (наименование)               | Дата                  | За что награждена |
| ------------------------------------ | --------------------- | --- |
| Почётное наименование «Рославльская» | 25 сентября 1943 года | присвоено приказом Верховного Главнокомандующего от 25 сентября 1943 года за отличие в боях при освобождении города Рославль — мощного опорного пункта обороны немцев на могилёвском направлении |
| орден Красного Знамени               | 2 июля 1944 года      | награждена указом Президиума Верховного Совета СССР от 2 июля 1944 года за образцовое выполнение заданий командования в боях по прорыву Витебского укреплённого района немцев южнее города Витебска и на Оршанском направлении севернее реки Днепра, а также за овладение городом Витебск и проявленные при этом доблесть и мужество                                                       |
| Орден Суворова II степени            | 12 августа 1944       | награждена указом Президиума Верховного Совета СССР от 12 августа 1944 года за образцовое выполнение заданий командования в боях против немецких захватчиков, за прорыв немецкой обороны на реке Неман и проявленные при этом доблесть и мужество |
| Орден Кутузова II степени            | 19 сентября 1945 года | награждена указом Президиума Верховного Совета СССР от 19 сентября 1945 года за образцовое выполнение заданий командования в боях против японских войск на Дальнем Востоке при форсировании реки Уссури, прорыве Хутоуского, Мишаньского, Пограничненского и Дуннинского укреплённых районов, овладении городами Мишань, Гирин, Яньцзи, Харбин и проявленные при этом доблесть и мужество. |

Награды частей дивизии:
- 850-й стрелковый Витебский[7] Краснознамённый[8] орденов Суворова[9] и Александра Невского[10] полк.
- 852-й стрелковый Ковенский[11] Краснознамённый[9] ордена Александра Невского[8] полка.
- 854-й стрелковый Краснознамённый[12] орденов Суворова[9] и Кутузова[13] полк.
- 846-й артиллерийский Краснознамённый[12] ордена Кутузова[13] полк.
- 347-й отдельный истребительно-противотанковый ордена Александра Невского[14] дивизион.
- 717-й отдельный ордена Красной Звезды[14] батальон связи
- 562-й отдельный сапёрный ордена Красной Звезды[8] батальон

Личный состав 277-й стрелковой Рославльской Краснознамённой орденов Суворова и Кутузова дивизии получил восемь благодарностей в приказах Верховного Главнокомандующего:
- За форсирование реки Днепр и за овладение штурмом крупным областным центром городом Смоленск — важнейшим стратегическим узлом обороны немцев на Западном направлении и мощным опорным пунктом обороны немцев на могилёвском направлении — городом Рославль. 25 сентября 1943 года. № 25.
- За прорыв сильно укреплённой и развитой в глубину обороны Витебского укреплённого района немцев, южнее города Витебск, на участке протяжением 30 километров, продвижение в глубину за два дня наступательных боёв до 25 километров и расширение прорыва до 80 километров по фронту, а также освобождение более 300 населённых пунктов. 24 июня 1944 года. № 116.
- За форсирование реки Березина, и овладение штурмом городом и крупным узлом коммуникаций Борисов — важным опорным пунктом обороны немцев, прикрывающим подступы к Минску. 1 июля 1944 года. № 126.
- За освобождение столицы Литовской Советской Республики города Вильнюс от фашистских захватчиков. 13 июля 1944 года № 136.
- За овладение штурмом городом и крепостью Каунас (Ковно) — оперативно важным узлом коммуникаций и мощным опорным пунктом обороны немцев, прикрывающим подступы к границам Восточной Пруссии. 1 августа 1944 года. № 161.
- За овладение мощными опорными пунктами обороны противника — Ширвиндт, Наумиестис (Владиславов), Виллюнен, Вирбалис (Вержболово), Кибартай (Кибарты), Эйдткунен, Шталлупёнен, Миллюнен, Вальтеркемен, Пиллюпёнен, Виштынец, Мелькемен, Роминтен, Гросс Роминтен, Вижайны, Шитткемен, Пшеросьль, Гольдап, Филипув, Сувалки на территории Восточной Пруссии. 23 октября 1944 года № 203.
- За овладение штурмом укреплёнными городами Пилькаллен, Рагнит и сильными опорными пунктами обороны немцев Шилленен, Лазденен, Куссен, Науйенингкен[16], Ленгветен, Краупишкен, Бракупёнен. 19 января 1945 года № 231.
- За форсирование реки Уссури, прорыв Хутоуского, Мишаньского, Пограничненского и Дуннинского укреплённых районов японцев, преодоление труднодоступной горно-таёжной местности, продвижение вперёд на 500 километров и овладение городами Мишань, Гирин, Яньцзи, Харбин. 23 августа 1945 года. № 372.

## Отличившиеся воины дивизии
| Награда | Ф. И. О.                       | Должность                                                            | Звание          | Дата награждения                 | Примечания             |
| ------- | ------------------------------ | -------------------------------------------------------------------- | --------------- | -------------------------------- | ---------------------- |
|         | Абдуллин, Анвар Абдуллинович   | Командир орудия 846-го артиллерийского полка                         | Старший сержант | 24.03.1945                       |                        |
|         | Ансимов, Николай Петрович      | Радиотелеграфист 4-й батареи 846-го артиллерийского полка            | Младший сержант | 24.03.1945                       | 13.01.1945 погиб в бою |
|         | Брагин, Василий Ефимович       | Командир пулемётной роты 854-го стрелкового полка                    | Лейтенант       | 24.03.1945                       |                        |
|         | Гуленко, Илья Андреевич        | Наводчик орудия 846-го артиллерийского полка                         | Сержант         | 24.03.1945                       |                        |
|         | Дубровский, Георгий Алексеевич | Заместитель командира по политической части 850-го стрелкового полка | Майор           | 24.03.1945                       |                        |
|         | Кислухин, Иван Георгиевич      | Командир батареи 846-го артиллерийского полка                        | Лейтенант       | 24.03.1945                       | 20.08.1944 погиб в бою |
|         | Луев, Иван Панкратьевич        | Командир стрелкового батальона 850-го стрелкового полка              | Капитан         | 24.03.1945                       | 21.08.1944 погиб в бою |
|         | Морозов, Дмитрий Кузьмич       | Командир 850-го стрелкового полка                                    | Полковник       | 24.03.1945                       |                        |
|         | Чумаков, Андрей Петрович       | Наводчик противотанкового ружья 854-го стрелкового полка             | Младший сержант | 24.03.1945                       | 21.08.1944 погиб в бою |
|         | Лапин, Иван Никитович          | Командир отделения взвода пешей разведки 850-го стрелкового полка    | Старший сержант | 06.12.1944 16.03.1945 23.09.1945 |                        |